# Dey
Dey o Dei (àrab, داي Dayi) és una paraula turca que vol dir "oncle matern" i fou donat com a títol a governants otomans a Algèria i Tunísia, i alguns funcionaris subalterns dins els geníssers.
A Tunísia al segle xvi eren deys els caps de les 40 seccions de la milícia i a partir de 1591 n'elegien un d'entre ells com a dey suprem que finalment exercí el poder suprem a la Regència de Tunis a partir de 1594, al costat del beylerbeyipasha que va subsistir amb funcions honorífiques. El 1640 Hamuda ibn Murad va eliminar els poders dels deys però el títol va subsistir i fou un dels més alts dignataris de la Regència. Al segle següent el dey va retrocedir al novè grau en rang; alguns deys són esmentats a tractats signats entre la Regència i França el 16 de desembre de 1710, 9 de novembre de 1742 i el 4 del mes Ventós de l'any X de la revolució (finals de febrer del 1802). El rang va existir fins a la meitat del segle xix.
A Alger el dey era el cap de la Regència a partir del 1671, quan els agha foren apartats. Inicialment escollit per la companyia (taifa) de patrons corsaris, a partir de 1689 fou escollit pels oficials de l'exèrcit. Entre 1671 i 1830 hi va haver trenta deys a Alger (al palau Djanina fins al 1816 i a la kasba després). Catorze van morir violentament.